# Максимилиан Трансильван

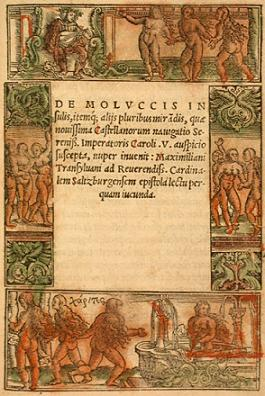
Письмо Максимилиана. Печатное издание с раскрашенными гравюрами

Максимилиан Трансильван (лат. Maximilianus Transylvanus, ок. 1490—1538; он же Максимилиан фон Зевенборген, von Sevenborgen) был секретарём императора Священной Римской империи Карла V, одновременно являвшегося правителем Арагона и Кастилии (фактически единой Испании) как Карл (Карлос) I.
Происхождение Максимилиана точно неизвестно; прозвище может указывать на происхождение из Трансильвании (редким аргументом в эту пользу была фраза Миклоша Олаха «наш Максимилиан Трансильван»), фамильное прозвание Зевенборгена говорит скорее о фламандских корнях. Он жил преимущественно в бельгийских владениях империи, предпочитавшихся в то время элитой (сам Карл родился в Генте) и умер в Брюсселе.
В 1520 году издал в Аугсбурге отчёт об избрании своего господина императором.
В октябре 1522 года Максимилиан составил на латинском языке послание, известное под кратким заголовком «De Moluccis» — «О Молуккских островах» (полностью «Максимилиана Трансильвана, секретаря Цезаря, послание об удивительном и новейшем плавании испанцев на восток, в котором были открыты разнообразные и ранее никому не доступные земли, в том числе и сами блаженнейшие Молуккские острова, полные лучшими специями», лат. Maximiliani Transylvani Caesaris a secretis epistola, de admirabili & novissima Hispanorum in Orientem navigatione, qua variae, & nulli prius accessae regiones inventae sunt, cum ipsis etiam Moluccis insulis beatissimis, optimo aromatum genere refertis). Оно посвящено кругосветному плаванию находившегося на испанской службе португальца Магеллана и открытию пути с Востока (при плавании на Запад) к заветным пряностям Зондских островов. 8 сентября этого же года остатки магеллановой экспедиции во главе с Х. С. Элькано вернулись в Испанию на судне «Виктория»: Трансильван был свидетелем их прибытия и общался с моряками, явившимися в Вальядолид. В январе 1523 года письмо Трансильвана было издано печатным образом в Кёльне. Это было первым печатным известием о первом кругосветном путешествии. Несмотря на начавшуюся вскоре войну Карла V с Франциском I, экземпляр письма попал в Париж и был там переиздан значительным тиражом. Вышла также перепечатка в Риме.
Вскоре отчёт Трансильвана был переведён и в далёкой России (см. Дмитрий Герасимов).